# Psykologisk roman
En psykologisk roman er en genre der tager udgangspunkt i forskellige psykologiske karakterer og udnytter deres forskelligheder til at fremme budskabet i historien.[kilde mangler]
| Sprog og litteratur | Spire Denne artikel om litteratur er en spire som bør udbygges. Du er velkommen til at hjælpe Wikipedia ved at udvide den. |